# Saint-Cyr-le-Gravelais
Saint-Cyr-le-Gravelais é uma comuna francesa na região administrativa da Pays de la Loire, no departamento de Mayenne. Estende-se por uma área de 19,82 km². Em 2010 a comuna tinha 565 habitantes (densidade: 28,5 hab./km²).